# Curvostylus ceresi
Curvostylus ceresi är en insektsart som beskrevs av Pieter D. Theron 1974. Curvostylus ceresi ingår i släktet Curvostylus och familjen dvärgstritar. Inga underarter finns listade i Catalogue of Life.